# Shakma
Shakma  (br: Shakma: A Fúria Assassina) é um filme de terror produzido nos Estados Unidos em 1990, escrito por Roger Engle co-dirigido por Hugh Parks e Tom Logan.

## Sinopse
Durante uma noite, alguns grupo de estudantes de medicina trancam-se na faculdade onde estudam para jogar um jogo de Live action RPG arquitetado por seu professor. Não contavam, porém, com a presença de um babuíno extremamente agressivo dentro do edificio onde estudam a noite, que acorda de uma dose cavalar de calmantes e foge pelos corredores do prédio causando pânico e morte entre os envolvidos no jogo.

## Elenco
- Christopher Atkins....Sam
- Amanda Wyss.... Tracy
- Ari Meyers.... Kim
- Roddy McDowall....Sorenson